# 2022年のバスケットボール
< 2022年 | 2022年のスポーツ
2022年のバスケットボールでは、2022年のバスケットボール関連の出来事をまとめる。
2021年のバスケットボール - 2022年のバスケットボール - 2023年のバスケットボール

## できごと
- 2月17日 - WNBA・フェニックス・マーキュリーに所属のブリトニー・グライナーがロシアの空港で違法薬物所持の容疑で逮捕され[1]、同年12月8日に釈放された[2]。
- 3月11日 - NBA・サンアントニオ・スパーズのグレッグ・ポポヴィッチヘッドコーチが通算1336勝を記録、ドン・ネルソンの持っていた歴代最多記録を更新[3]。
- 3月12日 - 第97回天皇杯全日本バスケットボール選手権大会決勝で川崎ブレイブサンダースが千葉ジェッツふなばしを82-72で下し2年連続5回目の優勝[4]。福岡
- 3月14日 - NBA・ロサンゼルス・レイカーズのレブロン・ジェームズが通算3万得点・1万リバウンド・1万アシストの史上初の記録に到達[5]。
- 4月17日 - Wリーグプレーオフ決勝第2戦が国立代々木競技場で行われ、トヨタ自動車アンテロープスが富士通レッドウェーブを87-71で降し、2年連続2度目の優勝[6]。
- 5月6日 - WNBA・ワシントン・ミスティクスの町田瑠唯が公式戦初出場、日本人としては萩原美樹子、大神雄子、渡嘉敷来夢に次いで史上4人目[7]。
- 5月29日 - Bリーグプレーオフ決勝第2戦が東京体育館で行われ、宇都宮ブレックスが琉球ゴールデンキングスに82-75で勝ち、5シーズンぶり2回目の優勝[8]。
- 5月29日 - この年に新設されたNBAカンファレンスファイナルMVPで、ウェスタンカンファレンスからはステフィン・カリー、イースタンカンファレンスからはジェイソン・テイタムがそれぞれ受賞[9]。
- 8月1日 - 全国高等学校総合体育大会男女決勝が行われ、男子は福岡第一（福岡）が77-76で開志学園（新潟）を下し3年ぶり4度目[10]。女子は京都精華学園（京都）が93-65で大阪薫英女学院（大阪）を下し初優勝[11]。
- 8月11日 - 前月31日に亡くなったビル・ラッセルの現役時代の背番号『6』をNBA史上初の全球団での永久欠番に制定[12]。
- 9月30日、10月2日 - NBA・ワシントン・ウィザーズとゴールデンステート・ウォリアーズがプレシーズンゲームがさいたまスーパーアリーナで開催され、日本人では八村塁が出場した[13]。
- 10月22日 - Wリーグに新規参入した姫路イーグレッツの公式戦が初めて開催され、新潟アルビレックスBBラビッツに敗戦[14]。
- 11月26日 - U18日清食品リーグ バスケットボール競技大会が閉幕、トップリーグの初代優勝は男子が福岡第一高等学校、女子が桜花学園高等学校[15]。
- 11月30日 - Bリーグ・レバンガ北海道の内藤耀悠がリーグ史上最年少となる16歳10ヶ月で出場（従来の記録はジェイコブス晶の17歳7ヶ月）[16]。
- 12月18日 - 第89回皇后杯全日本バスケットボール選手権大会決勝でENEOSサンフラワーズがデンソーアイリスを76-66で下し10年連続27回目の優勝[17]。
- 12月24日 - Bリーグ・名古屋ダイヤモンドドルフィンズの今西優斗がリーグ史上最年少となる16歳7ヶ月で初出場（従来の記録は内藤耀悠の16歳10ヶ月）[18]。
- 12月28日 - 第75回全国高等学校バスケットボール選手権大会女子決勝が行われ京都精華学園（高校総体優勝・京都）が札幌山の手（北海道第1）を99-81で下し初優勝。[19]
- 12月29日 - 第74回全国高等学校バスケットボール選手権大会男子決勝が行われ開志国際（高校総体隼優勝・新潟）が福岡第一（高校総体優勝・福岡）を88-71で下し初優勝。[20]

## 国内大会

### その他日本国内
- Bリーグプレーオフ2021-22（5月28日‐29日・東京体育館）
  - 決勝：宇都宮ブレックス 2勝 琉球ゴールデンキングス
    - 宇都宮は前身の栃木時代以来5シーズンぶり2回目の優勝
- WJBL 2021-22プレーオフ決勝
  - 決勝：トヨタ自動車アンテロープス 2勝 富士通レッドウェーブ
    - トヨタ自動車アンテロープスは2年連続2回目の優勝。
- 第97回天皇杯全日本選手権（3月13日・さいたまスーパーアリーナ）
  - 決勝：川崎ブレイブサンダース 82 - 72 千葉ジェッツふなばし
    - 川崎ブレイブサンダースは2年連続5回目の優勝（前身の東芝時代を含む）。
- B3リーグ 2021-22
  - 優勝：長崎ヴェルカ
    - 長崎ヴェルカは初優勝
- 全国高等学校総合体育大会バスケットボール競技大会
  - 男子決勝 8月1日・香川県高松市・高松市総合体育館
    - 福岡第一（福岡） 77 - 76開志学園（新潟）
    - 福岡第一は3年ぶり4回目の優勝。

  - 女子決勝 8月1日・香川県高松市・高松市総合体育館
    - 京都精華学園（京都） 93 - 65 大阪薫英女学院（大阪）
    - 京都精華学園は初優勝。
- 第89回皇后杯全日本バスケットボール選手権大会（12月18日・代々木第二体育館）
  - 決勝：ENEOSサンフラワーズ 76 - 66 デンソーアイリス
    - ENEOSは10年連続27回目の優勝（共同石油、ジャパンエナジー、JOMO、JX-ENEOS時代を含む）。

- 第75回全国高等学校バスケットボール選手権大会（12月23日 - 29日・東京都渋谷区・東京体育館）
  - 男子決勝： 開志国際（高校総体準優勝・新潟） 88 - 71 福岡第一（高校総体優勝・福岡）
    - 初優勝

- - 女子決勝： 京都精華学園（高校総体優勝・京都） 99 - 81 札幌山の手（北海道第1）
    - 初優勝

## 国外大会
- 2022年のNBAファイナル
  - ゴールデンステート・ウォリアーズ 4 - 2 ボストン・セルティックス
    - ウォリアーズは4年ぶり6回目の優勝。ファイナルMVPはステフィン・カリー
- 2022年のWNBAファイナル（英語版）
  - ラスベガス・エーシズ 3 - 1 コネティカット・サン
    - エーシズは球団創設26年目で初優勝。ファイナルMVP（英語版）はチェルシー・グレイ（英語版）

- NCAA男子バスケットボールトーナメント決勝
  - カンザス大学 72 - 69 ノースカロライナ大学チャペルヒル校
- NCAA女子バスケットボールトーナメント決勝
  - サウスカロライナ大学 64 - 49 コネチカット大学

## 国際大会
- 2022年FIBA女子バスケットボール・ワールドカップ決勝
  - アメリカ代表 83 - 61 中国代表
    - アメリカ代表は3大会連続11回目の優勝。大会MVPはエイジャ・ウィルソン

## 殿堂

### バスケットボール殿堂
2022年4月2日にバスケットボール殿堂が発表された。

#### 選手部門
- マヌ・ジノビリ
- ティム・ハーダウェイ
- ルー・ハドソン
- リンジー・ウェイレン
- スウィン・キャッシュ
- ソニー・ボズウェル（英語版）
- インマン・ジャクソン（イタリア語版）
- ラント・プリンズ（イタリア語版）
- ラディボイ・コラッチ（英語版）

#### コーチ部門
- テレサ・グレンツ（英語版）
- ボブ・ハギンズ（英語版）
- ジョージ・カール
- マリアンヌ・スタンリー（英語版）

#### 審判員部門
- ヒュー・エバンズ（英語版）

#### 貢献者部門
- ラリー・コステロ
- デル・ハリス

### FIBA殿堂
2022年11月15日にFIBA殿堂が発表された。

#### コーチ部門
- ミラン・バソイェビッチ（英語版）

### 日本バスケットボール殿堂
2022年3月31日に日本バスケットボール殿堂が発表された。

#### 選手部門
- 今野けい子（旧姓：生井）

#### コーチ部門
- 小浜元孝
- ピート・ニューウェル（英語版）

## 死去
- 1月18日 - ルシア・ハリス：NBAドラフトで初めて指名された女性選手、バスケットボール殿堂、女子バスケットボール殿堂（* 1955年）[24]。
- 2月2日 - ビル・フィッチ：ヘッドコーチとして1981年のNBAファイナル（英語版）優勝、NBA50周年記念オールタイムチーム#偉大なヘッドコーチ（* 1932年）
- 2月14日 - ケニー・エジム（英語版）（* 1994年）
- 4月4日 - ジーン・シュー：デトロイト・ピストンズ等でNBAオールスターゲーム5回選出、NBA最優秀コーチ賞2回受賞、通算10068得点（* 1931年）
- 4月10日 - ジョン・ドリュー：アトランタ・ホークス等でNBAオールスターゲーム2回選出、通算15291得点（* 1954年）
- 4月11日 - ウェイン・クーパー（英語版）：デンバー・ナゲッツ等、通算7777得点（* 1956年）
- 4月19日 - フリーマン・ウィリアムズ（英語版）：サンディエゴ・クリッパーズ等、通算4738得点（* 1956年）
- 5月9日 - アドレイアン・ペイン（英語版）：ミネソタ・ティンバーウルブズ他、C/PF（* 1991年）
- 5月10日 - ボブ・レイニア：1970年のNBAドラフト全体1位指名、デトロイト・ピストンズ、ミルウォーキー・バックス、C（* 1948年）
- 6月8日 - ジョージ・トンプソン（英語版）：ミルウォーキー・バックス等、PG、通算8114得点（* 1947年）
- 6月20日 - ケイレブ・スワニガン：ポートランド・トレイルブレイザーズ等、PF（* 1997年）
- 6月28日 - マイク・シュラー：1987年にポートランド・トレイルブレイザーズでNBA最優秀コーチ賞受賞（* 1940年）
- 7月7日 - ペドロ・フェランディス（英語版）：ヘッドコーチとしてユーロリーグ4回優勝、バスケットボール殿堂、FIBA殿堂（* 1928年）
- 7月8日 - ヒュー・エバンズ（英語版）：審判員、バスケットボール殿堂（* 1940年）
- 7月9日 - ベルナルド・トゥーン（英語版）：フィラデルフィア・セブンティシクサーズ等、PF（* 1956年）
- 7月21日 - ジョニー・イーガン（英語版）：ボルティモア・ブレッツ等、PG、通算5521得点、ヘッドコーチ（* 1939年）
- 7月31日 - ビル・ラッセル：ボストン・セルティックスでMVP5回、NBAファイナル優勝11回、バスケットボール殿堂（* 1934年）
- 8月6日 - スティーブ・コーティン（英語版）：フィラデルフィア・セブンティシクサーズ等、SG（* 1942年）
- 8月12日 - トーゴ・パラージ（英語版）：ボストン・セルティックス等、SF/SG、通算2382得点（* 1932年）
- 8月15日 - ピート・キャリル（英語版）：プリンストン大学ヘッドコーチ、サクラメント・キングスアシスタントコーチ、バスケットボール殿堂、全米カレッジバスケットボール殿堂（* 1930年）
- 8月16日 - ウェイン・イェーツ（英語版）：ロサンゼルス・レイカーズ、C、大学でヘッドコーチ（* 1937年）
- 10月3日 - ティファニー・ジャクソン（英語版）：ニューヨーク・リバティ等、F（* 1985年）
- 10月12日 - ルーシャス・ジャクソン：フィラデルフィア・セブンティシクサーズ、PF/C、1967年のNBAファイナル（英語版）優勝（* 1941年）
- 10月14日 - スタニスラフ・クロピラーク（英語版）：スロバキア代表、FIBA殿堂（* 1955年）
- 11月22日 - ジョン・Y・ブラウン・ジュニア：ボストン・セルティックス、バッファロー・ブレーブスのオーナー（* 1933	年）
- 11月26日 - チャールズ・ウルフ（英語版）：シンシナティ・ロイヤルズ（* 1926年）
- 12月11日 - ポール・サイラス：ボストン・セルティックス等でNBAファイナル優勝3回、通算11782得点・12357リバウンド、シャーロット・ホーネッツ等でヘッドコーチ（* 1943年）
- 12月14日 - ビリー・ムーア（英語版）：女性バスケットボールヘッドコーチ、バスケットボール殿堂（* 1943年）
- 12月15日 - ルイス・オーア（英語版）：インディアナ・ペイサーズ、ニューヨーク・ニックス、PF/SF、通算5545得点、大学でヘッドコーチ（* 1958年）
- 12月19日 - アル・スミス（英語版）：デンバー・ロケッツ等、PG、通算3298得点（* 1947年）
- 12月27日 - アーニー・フェリン（英語版）：ミネアポリス・レイカーズ、SF/SG、通算1037得点、全米カレッジバスケットボール殿堂（* 1925年）
- 12月28日 - 沼田宏文：松下電器等、C、ヘッドコーチ（* 1951年）